# Scelolyperus lemhii
Scelolyperus lemhii är en skalbaggsart som beskrevs av Hatch 1971. Scelolyperus lemhii ingår i släktet Scelolyperus och familjen bladbaggar. Inga underarter finns listade i Catalogue of Life.